# Дикалівка (зупинний пункт)
Дикалівка (біл. Дзікалаўка) — зупинний пункт Гомельського відділення Білоруської залізниці в Гомельському районі Гомельської області. Розташований за 1 км на південь від селища Холми, за 4,4 км на північний схід від села Дикалівка; на лінії Ліски — Кравцовка, між зупинним пунктом Радуга і зупинним пунктом Кравцовка.